# Fredriksdahls Tändsticksfabrik
Fredrikdahls Tändsticksfabrik var en tändsticksfabrik i Mönsterås.  
Det har funnits 33 tändsticksfabriker i Kalmar län, varav fyra i Kalmar stad, två i Vassmolösa, en i vardera Loverslund och Rockneby.
Fredriksdahls Tändsticksfabrik, som grundades i Vassmolösa 1847 av Frans Otto Åberg, var den första fabriken i nuvarande Kalmar kommun. År 1858 grundades Gustafsbergs Tändsticksfabrik och J.F. Lindahls Tändsticksfabrik. Andra fabriker i Kalmars omgivning var den 1870 grundade Strömsholms Tändsticksfabrik, Ryssby Tändsticksfabrik] från 1872 och Lovers Tändsticksfabrik från 1873. 
Tändsticksfabriken i Vassmolösa lade ned sin  verksamhet 1855 och flyttade den till Kantorsgården i Kalmar i det dåvarande industriområdet Manilla. Fabriken fick därefter namnet Fredriksdahls Tändsticksfabrik.  
Fredriksdahls  tändsticksfabrik kallades också Kalmar gamla tändsticksfabrik eller Manilla tändsticksfabrik. Efter det att Åberg ingått kompanjonskap med lantbrukaren Erik Lorenz Kreuger (1823-1913), kom den att kallas Kreugerska. 
Frans Otto Åberg utträdde 1870 ur företaget, som därefter helägdes av bröderna Erik Lorenz och Pehr Edward Kreuger (1820-1894) under firman P.E. Kreuger & Jennings. År 1887 såldes företaget samma år till det i London bildade bolaget Swedish Match Company Ltd, som också köpte Gustafsbergs Tändsticksfabrik, J.F. Lindahls Tändsticksfabrik, Lovers  Tändsticksfabrik, Wäxiö Tändsticksfabrik och Ystads  Tändsticksfabrik. Dessa fabriker uppgick 1913 i det nybildade AB Förenade Svenska Tändsticksfabriker. 
Den ursprungliga fabriksbyggnaden i trä brann ned 1907 och byggdes upp igen i sten på andra sidan järnvägen. Fabriken lades ned 1924. Fabriksbyggnaden finns inte kvar.